# SHI SuperBox 37
Der Massengutschiffstyp SHI SuperBox 37 wird in Japan in Serie gebaut.

## Einzelheiten
Die SuperBox-37-Baureihe wurde von Saiki Heavy Industries entworfen und wird seit 2006 auf den beiden Werften des Schiffbauunternehmens für verschiedene Reedereien gebaut. Die Schiffe sind als Offene Mehrzweck-Schüttgutfrachter im Handysize-Größensegment ausgelegt. Sie haben achtern angeordneten Aufbauten, fünf Laderäume mit jeweils eigener Luke, deren Lukendeckel hydraulisch betätigt werden. Der gesamte Laderaumrauminhalt beträgt bei Schüttgütern rund 46.000 m³. Zum Ladungsumschlag stehen vier mittschiffs angebrachte, hydraulische Schiffskräne zur Verfügung. Der Schiffstyp kann bei einem Tiefgang von 10,87 m rund 37.000 Tonnen transportieren. Die Einheiten sind auf den Transport verschiedener Massengüter, wie zum Beispiel Getreide, Kohle, Mineralien inklusive verschiedener Gefahrgüter ausgelegt. Die Tankdecke der Laderäume ist für den Erztransport verstärkt ausgeführt. Es können darüber hinaus auch Sackgüter, Stahlprofile, -röhren und andere Massenstückgüter, jedoch keine Decksladungen transportiert werden.
Der Antrieb der Schiffe besteht aus einem Zweitakt-Dieselmotor. Der Motor ermöglicht eine Geschwindigkeit von etwa 14,5 Knoten. Es stehen mehrere Hilfsdiesel und ein Notdiesel-Generator zur Verfügung.